# Karl IV av Spanien
Karl IV av Spanien, född 12 november 1748 i Portici, Italien, död 19 januari 1819 i Neapel, Italien, var kung av Spanien 1788-1808.

## Biografi
Han var son till Karl III av Spanien och besteg tronen vid faderns död 1788. Som monark var han egentligen välmenande men svag och oduglig och styrdes helt och hållet av sin hustru, Maria Luisa, och hennes älskare, Manuel Godoy.
Aranjuezrevolten, ledd av tronföljaren, sedermera Ferdinand VII av Spanien mot sin mors älskare, ledde till att Karl IV den 19 mars 1808, tvingades abdikera till förmån för sin son. Napoleon I agerade som medlare samma år i ett möte mellan far och son i Bayonne och där tvingade han dem båda att avsäga sig alla anspråk på Spaniens tron till förmån för sin bror, Joseph Bonaparte, som i juli 1808 utropades till kung av Spanien.
Karl IV var sedan bosatt i Neapel, där han mest ägnade sig åt sitt stora intresse - jakt.
På Pradomuseet i Madrid finns att beskåda en målning av Karl IV med familj, målad av konstnären Francisco de Goya.

## Familj
Gift 1765 med sin kusin Maria Luisa av Parma.
Barn: 
1. Charlotta Joakima av Spanien (1775-1830) gift med Johan VI av Portugal
2. Maria Amelia (1779-1798)
3. Maria Luisa (1782-1824), gift med sin kusin Ludvig, konung av Etrurien
4. Ferdinand VII av Spanien (1784-1833)
5. Maria Isabella (1785-1848), gift 1:o med Frans I av Bägge Sicilierna
6. don Carlos, hertig av Molina (1788-1855)
7. Francisco de Paula, hertig av Cadiz (1794-1865)
8. ytterligare åtta barn, som dog i späd ålder

## Galleri

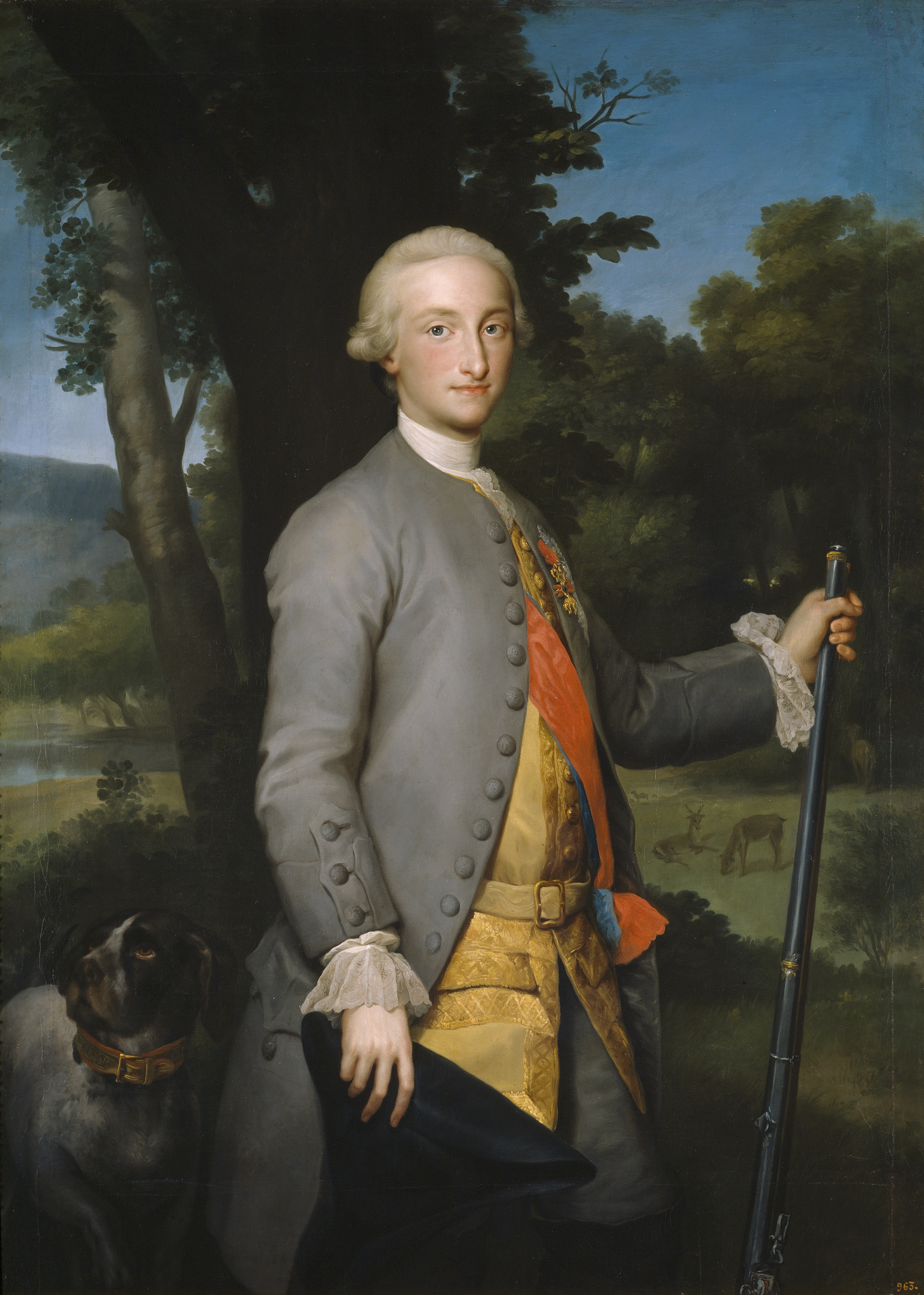
Karl IV av Spanien. Målning av Anton Raphael Mengs.
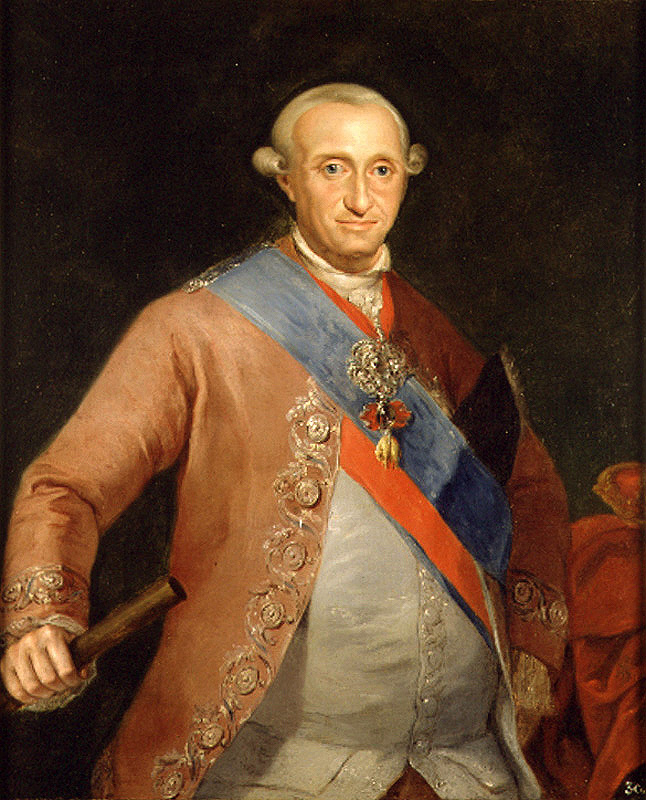
Karl IV av Spanien 1789, målning av Joseph Vergara.
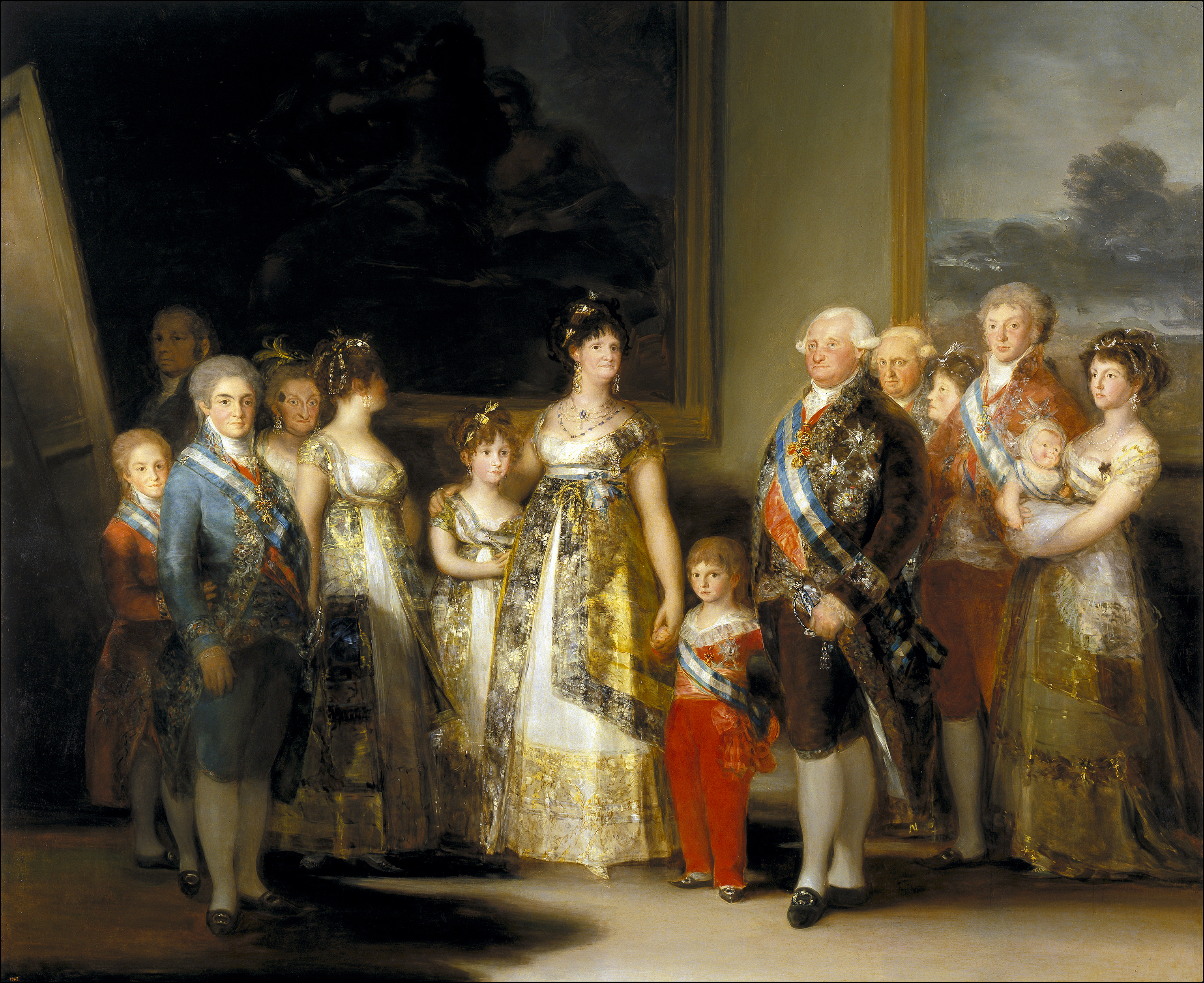
Karl IV med sin familj. Målning av Goya.